# Paul Deudon
Pour les articles homonymes, voir Deudon.
Paul Deudon, né le 3 avril 1896 à Nice (Alpes-Maritimes) et mort le 22 mai 1956 à Neuilly-sur-Seine (Hauts-de-Seine), est un homme politique français.

## Biographie
Avocat à Nice, il est conseiller municipal en 1925, puis adjoint en 1928. Il est député des Alpes-Maritimes de 1932 à 1936, siégeant avec la gauche indépendante.

### Sources et bibliographie
- « Paul Deudon », dans le Dictionnaire des parlementaires français (1889-1940), sous la direction de Jean Jolly, PUF, 1960 [détail de l’édition]